# Carlos Rochera Cordellat
Carlos Rochera Cordellat (Borriana, 1974) és un biòleg valencià, investigador de l'Institut Cavanilles de Biodiversitat i Biologia Evolutiva i doctor per la Universitat de València. Ha participat en diverses expedicions a l'Antàrtida per realitzar estudis sobre la resposta dels microorganismes de l'Ocecà Àrtic i de l'Antàrtida als nous contaminants.
L'any 2012 rebé el premi de l'Associació Ibèrica en Limnologia per la seva tesi doctoral centrada amb els estudis realitzats sobre comunitats microbianes d'aigua dolça de la península de Byers (Illa de Livingston, Antàrtida).